# Бои за Птахинскую высоту
Бои за Птахинскую высоту велись с 23 июня до 6 июля 1943 года силами 3-й ударной армии. Эти бои местного значения проходили в промежутке между Великолукской наступательной операцией (25 ноября 1942 — 20 января 1943) и Невельской наступательной операцией (6-10 октября 1943) Калининского фронта.
Птахинской назвали высоту рядом с деревней Птахино (южное) на границе Новосокольнического и Великолукского районов нынешней Псковской области.
Хронология боев описана в книге командира 5-го гвардейского стрелкового корпуса А. П. Белобородова «Всегда в бою»:

#### 6 мая 1943
К утру 6 мая соединения корпуса продвинулись по всему фронту на 4 — 4,5 км и вышли к рубежу Сурагино, Изосимово, Корине, Березово, Островки, Птахино (южн.), то есть к гряде высот, круто вздымавшихся над заболоченной широкой поймой безымянной речушки. Фашисты укрепляли рубеж по высотам давно, ещё с зимы. Теперь он представлял собой хорошо развитую в инженерном и огневом отношении оборону с передовыми опорными пунктами в Сурагино, Изосимово, Птахино (южн.).

#### 23 июня 1943
Около трех часов утра Птахинская высота была взята штурмовым отрядом в составе 115 человек во главе с помощником начальника 141 гвардейского полка по разведке старшим лейтенантом А. И. Ширяевым. В рукопашном бою гарнизон вражеского опорного пункта был полностью уничтожен, командир взвода младший лейтенант К. Р. Кадыров водрузил над Птахинской высотой красный флаг.

#### 24 июня 1943
На рассвете противник предпринял первую контратаку, потом вторую и третью. А к концу дня вражеское командование бросило на Птахинскую высоту пехотный и саперный батальоны с танками. Командир полка Романенко в свою очередь усилил её гарнизон, ввел на высоту шесть танков. И чем далее, тем более ожесточенными становились бои за этот небольшой клочок земли.
Вражеские контратаки продолжались. Постепенно в них втянулась большая часть сил 291-й немецкой пехотной дивизии, затем полк 1-й бригады СС.
С нашей стороны на высоту тоже прибывали подкрепления, туда перебрались и командир 141-го полка Романенко, и командир 46-й гвардейской дивизии Карапетян.
Приказ командующего 3-й Ударной Армии генерал-лейтенанта Кузьмы Никитовича Галицкого требовал удержать Птахинскую высоту любой ценой.
12 артиллерийских и 7 минометных батарей противника били по высоте, поддерживая контратаки своих танков и пехоты.
Ответный огонь по боевым порядкам фашистов вели 30 наших батарей и 2 гвардейских минометных дивизиона. С утра и до вечера каждый день высоту и подступы к ней застилали густые клубы дыма. Непрерывный грохот рвущихся снарядов и мин висел над окрестностями. Высота была сплошь перепахана воронками, весь её растительный покров сорван и обуглен огнем и металлом.

#### 4 июля 1943
Журнал боевых действий 141 гв. сп 46 гв. сд, стр. 61:
Противник вел интенсивный огонь по нашим боевым порядкам, но несмотря на это наши бойцы и командиры стойко и мужественно вели работы по исправлению траншей. В течение дня противник бросался в атаку, поддерживаемый 4-мя танками. В результате завязавшегося боя 2 танка были подбиты, а 2 танка подорвались на минах. В бою за высоту Птахино противник бросал все свои силы, все возможные средства.

#### 6 июля 1943
В ночь на 6 июля противник предпринял сильнейшую атаку, бросив в бой эсэсовскую пехоту и батальон армейской офицерской школы при поддержке 10 танков. Атака была отбита гвардейцами, их штыковая контратака завершила разгром врага и, выражаясь фигурально, поставила точку в борьбе за Птахинскую высоту.
Новых попыток овладеть ею фашисты не делали. Видимо, слишком дорого обошлись им двухнедельные бои, в которых они потеряли более трех тысяч солдат и офицеров. ЦА МО СССР, ф. 213, оп. 2002, д. 866, л. 222

#### Оценка боёв за Птахинскую высоту советским командованием
В конце июля 1943 года был выпущен Приказ войскам 3-й ударной армии № 0448 о недочетах в боевых действиях войск в Невельской наступательной операции и о мероприятиях по боевой подготовке войск (27.7.43 г.) , в котором говорилось:
"Организации взаимодействия, как одному из основных вопросов современного боя, уделяется недостаточно внимания со стороны командиров. В результате части и подразделения, ведущие бои, несут ничем не оправдываемые потери (бой за Птахинскую высоту – первый его период). Только во втором периоде боев за Птахино, когда было уделено этому должное внимание, взаимодействие было организовано четко и умело".

#### Описание боев за Птахинскую высоту в немецких источниках
Немецкий историк Вернер Конце (Dr. Werner Conze) de:Werner Conze, (1910-1986) написал историю 291-й пехотной дивизии вермахта. Летом 1939 года Конзе был призван в вермахт. С 1941 года Конзе был назначен в 291-ю пехотную дивизию, которая воевала на Восточном фронте в Прибалтике, под Ленинградом и Великими Луками и позже в Украине и в Польше). В августе 1944 года Конзе был тяжело ранен как капитан в оборонительных боях на Висле. Из советского плена он был освобожден в июле 1945 года.
Бои за Птахинскую высоту Вернер Конце описывает в своей книге "История 291-й пехотной дивизии 1940-1945 гг." , в главе 5 “Битва за Великие Луки и фронт под Невелем”:
“Сравнительно спокойный период на позиционном фронте с февраля по сентябрь 1943 г. был прерван лишь однажды, когда в конце июня противнику неожиданно удалось овладеть выступающей высотой Птахино путем локальной атаки, хорошо поддержанной тяжелым вооружением. После того, как первая контратака потерпела неудачу, в течение нескольких дней продолжалась битва на истощение.
Шквал артиллерии, рукопашная схватка с ручными гранатами, сотни трупов в грязных окопах Птахинской высоты, которая под названием «Дуомон» (Douamont) осталась в страшной памяти всех, кто вышел из неё живым, наконец, оставление высоты перед лицом вновь и вновь брошенных в нее вражеских дивизий – таков был итог изнурительных дней с 24 июня по 10 июля, в котором безжалостно принесенные в жертву русские поддерживали поле боя превосходством масс. И снова последовали тихие недели в прекрасную солнечную погоду”.
Французский форт Дуомон (Douaumont) был быстро захвачен немецким отрядом, состоящим из 79 солдат и 19 офицеров 25 февраля 1916 года. Быстрое падение форта шокировало французскую армию. en:Fort Douaumont

#### Захоронения погибших воинов
Советские воины, погибшие в боях за Птахинскую высоту, похоронены в братской могиле у станции Чернозем Пореченской волости Великолукского района Псковской области. На 01.01.2019 г. общее количество захороненных бойцов составляет — 3104, имена 1973-х известны и нанесены на плиты, 1131 — безымянных.
Немецкие солдаты, погибшие c 1941 по 1944 год в боях на территории Псковской области, похоронены на немецком кладбище в городе Себеж недалеко от границы Латвии и Псковской области. На участке площадью 4 гектара похоронено от 40 000 до 50 000 погибших в войне. 